# Kojiki
Kojiki o Furukotofumi (古事記) es el libro histórico más antiguo que se conserva sobre la historia de Japón. Literalmente significa ‘registro de cosas antiguas’. Este menciona a otra compilación más vieja que se dice fue destruida por el fuego.

## Contenido

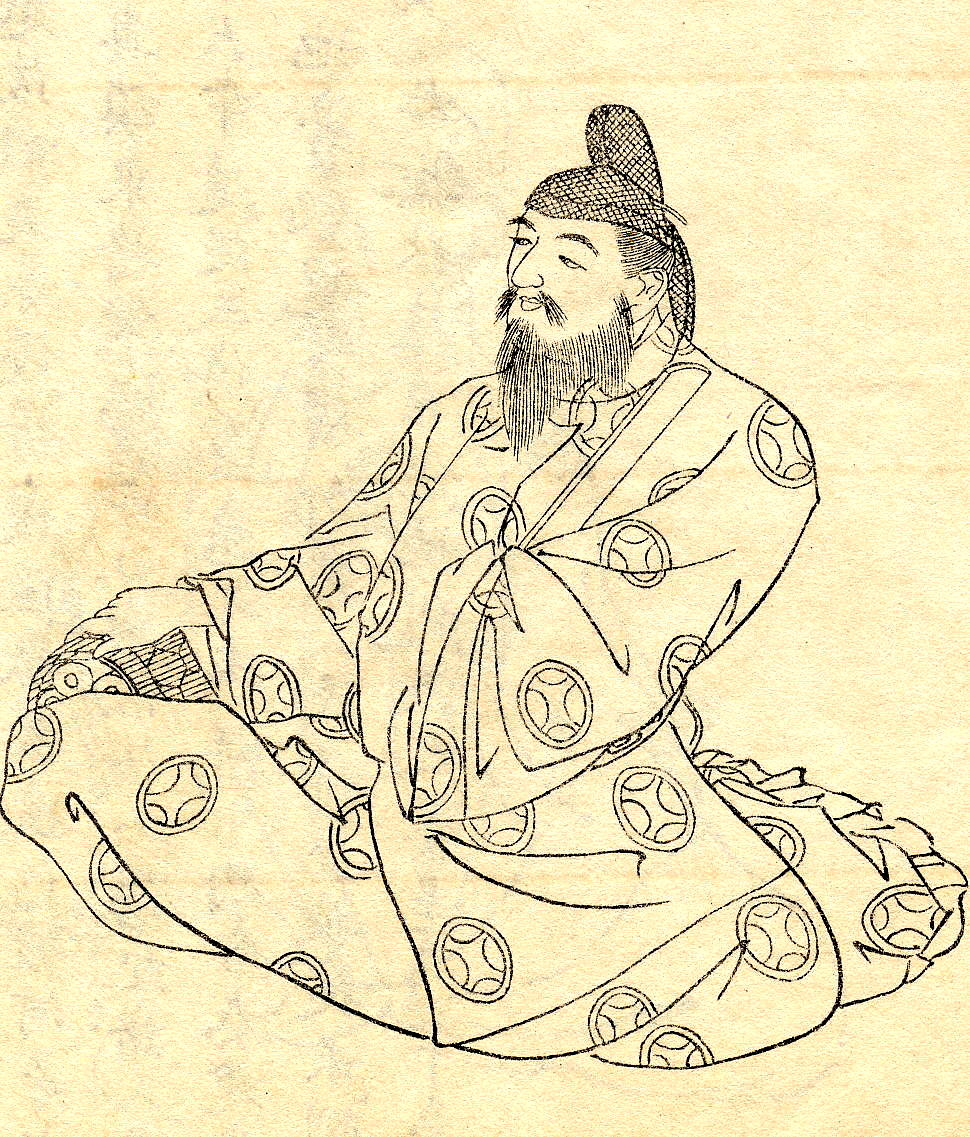
O no Yasumaro（太安万侶）fue un sirviente civil e historiador del Japón ancestral. Editó el Kojiki（古事記), siendo este un libro histórico. La presente imagen fue pintada por Kikuchi Yōsai（菊池容斎）que era un pintor originario de Japón.

Según el prólogo, el libro fue presentado por O no Yasumaro basándose en una historia memorizada por Hieda no Are en 712 bajo la orden de la Corte Imperial de Emperatriz Genmei. Al Kojiki le sigue el Nihonshoki.
El Kojiki no cuenta la historia oficial como lo haría el Nihonshoki. Sin contar el Kojiki, ninguna otra historia ha afirmado ser compilada tras una orden oficial. Esto ha llevado a algunos a decir que el Kojiki fue una falsificación que realmente apareció mucho más tarde que el Nihonshoki pero dicha teoría tiene muy poco respaldo.
La historia del Kojiki empieza con la creación del mundo a manos de los kami (dioses) Izanagi e Izanami y finaliza con la era de la Emperatriz Suiko. Contiene varios mitos y leyendas de Japón, además de algunas canciones. Mientras que los registros históricos y los mitos están escritos en alguna forma de chino con una fuerte mezcla de elementos japoneses, las canciones están escritas con caracteres chinos usados para transmitir solo los sonidos. Este peculiar uso de los caracteres chinos es llamado Manyogana, y se requiere un conocimiento de dicha especialidad para comprender las canciones. Están escritas en un dialecto de la zona de Yamato entre el siglo VII y el VIII, un idioma denominado Jōdai Nihongo (lit. "japonés de la edad alta").
El libro está dividido en tres partes: Kamitsumaki ("trozo superior"), Nakatsumaki ("trozo medio") y Shimotsumaki ("trozo bajo").
El Kamitsumaki incluye el prólogo y se centra en las deidades que hicieron Japón y los nacimientos de varios dioses.
El Nakatsumaki empieza con la historia del emperador Jinmu, el primer emperador de Japón, y su conquista de Japón, y termina con el decimoquinto Emperador, Ojin. Muchas de las historias que contiene son mitológicas y la supuesta información histórica que hay no es muy fiable. Por razones desconocidas, desde el segundo y hasta el noveno, los Emperadores son nombrados pero sus logros faltan en buena medida.
El Shimotsumaki abarca desde el decimosexto hasta el trigésimo tercer emperador. A diferencia de los volúmenes anteriores, contiene muy pocas referencias a las interacciones con los dioses, elemento destacado en los dos primeros libros. Además, la información relativa a los emperadores desde el vigésimo segundo hasta el trigésimo tercero es en gran medida escasa o ausente.

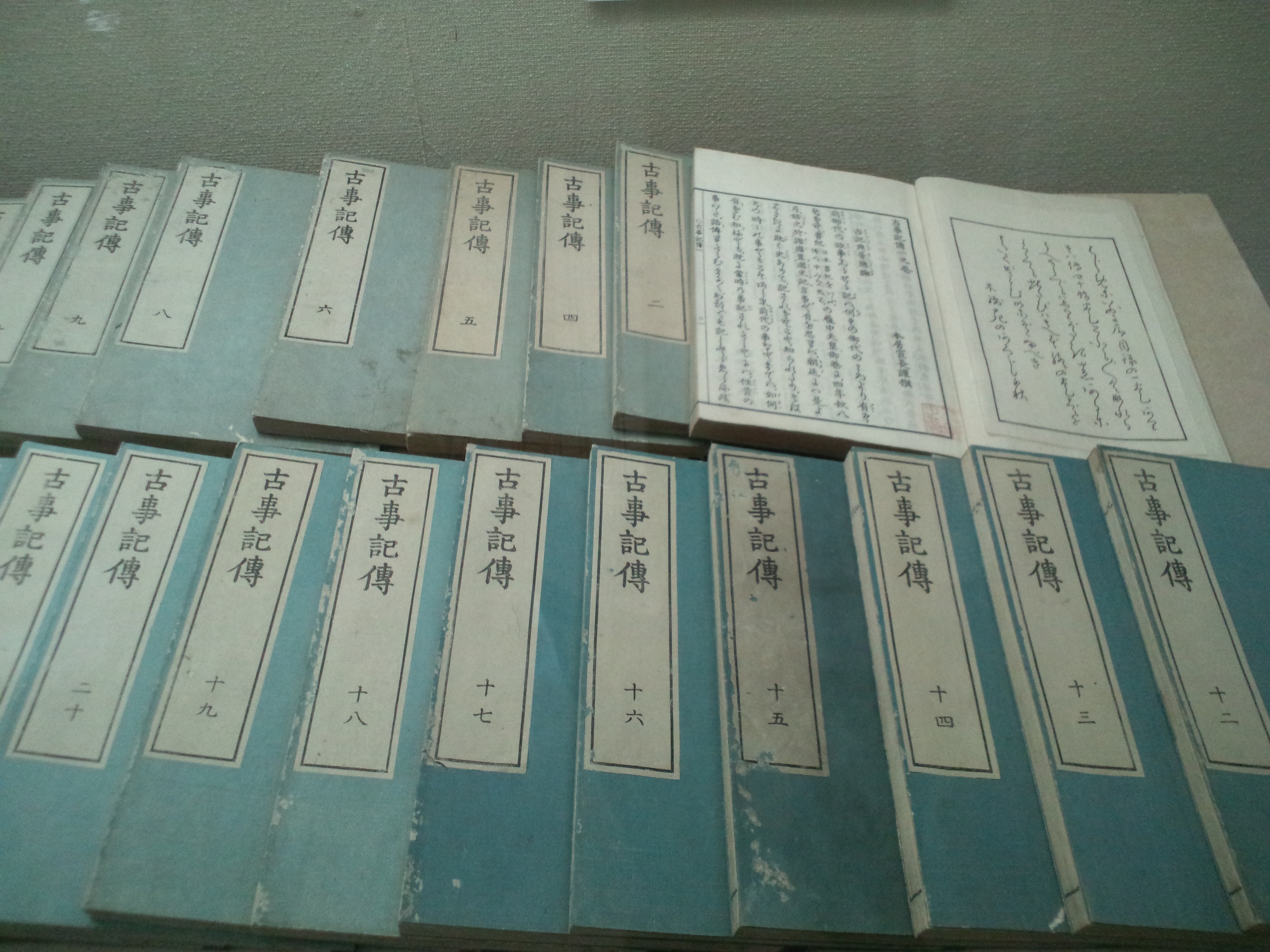
Kojiki-den por Motoori Norinaga.

En el período Edo, Motoori Norinaga estudió el Kojiki intensamente. Los resultados de dicho estudio fueron publicados en su Kojiki-den (comentarios al Kojiki). Fue en el período Edo cuando se afirmó por primera vez que el libro había sido falsificado luego de su escritura.
La primera, y más conocida, traducción al inglés del Kojiki, fue hecha por el renombrado japonólogo Basil Hall Chamberlain. Más recientemente, una buena traducción, fue hecha por Donald L. Philippi. Fue publicada por Columbia University Press en octubre de 1982 (ISBN 0-86008-320-9).